# Île de France (groupe)
Pour les articles homonymes, voir Île-de-France (homonymie).
Île de France est un groupe de rock identitaire français créé en 1998. 

## Biographie
Le groupe se définit comme nationaliste, patriotique, opposé à l'immigration, antimondialiste, mais se défend des accusations de fascisme dont ils font parfois l'objet. Le groupe cultive une image ouvriériste et est proche du Front National.
Il est aujourd'hui composé de trois membres : J.C (guitare et chant), de Cathie (basse) et de Thibaud (batterie), tous trois provenant du groupe Vae Victis.
Le discours antimondialiste développé par le groupe s'attaque aux multinationales et à la marchandisation du monde.
Le groupe joue principalement dans des concerts nationalistes, mais aussi dans des fêtes ou même dans la rue. 
Durant l'été 2000, ils ont fait la première partie de la chanteuse Lio.
En 2022, après 20 ans d'interruption, le groupe fait son retour avec un nouvel album, Contreplongée.

## Discographie
Le groupe a publié trois albums et un split avec Zetazeroalfa :

### Franc Parler(1998): 12 titres
1. Français moyen
2. Jeunesse
3. Assisté et exploité
4. Cassez vos télévisions
5. Mécanisation
6. SOS indigène
7. Prolétaires héréditaires
8. Basse politique
9. Pur et dure
10. Princesse sans richesse
11. Solidaire et fier
12. On n'arrête pas le progrès

### Panique médiatiqueavecZetazeroalfa(2000): 5 titres
1. Publicité (IDF)
2. Cassez vos télévisions (IDF)
3. Panico mediatico (ZZA)
4. Politicamente scorretto (ZZA)
5. Respirando kriptonite (ZZA)

### Non à la dictature planétaire(2002): 12 titres
1. Globalisation
2. Sourire commercial
3. Tuer le bourgeois
4. Joli temps de crise
5. Flics de la pensée
6. Caméléon
7. Voici les chiens
8. Publicité
9. Rien ne peut guérir ma rage
10. Bilan d'activité
11. Bienvenue en France
12. Dictature planétaire

### Contreplongée(2022): 12 titres
1. Radio pirate
2. En paix en France
3. Travaille ta honte
4. Sur ton ventre
5. Fédère-moi
6. Zeppelin
7. Lundi matin sur la terre de France
8. Pas de mémoire
9. Sympathie pour la Russie
10. Bye bye Babylone
11. Superclasse mondiale
12. Contreplongée